# Regina Gerlecká
Regina Gerlecká (2. března 1913, Niesiekówka – 12. března 1983, Lublin) byla polská šachistka.
Zvítězila na prvních dvou ženských mistrovstvích Polska v šachu roku 1935 a 1937 a na ženském superturnaji v Semmeringu v roce 1936 skončila společně s Edith Michellovou a Maud Flandinovou na pátém až osmém místě..
Dvakrát se zúčastnila turnaje o titul mistryně světa v šachu (1935 ve Varšavě, kdy obsadila druhé místo, a 1937 ve Stockholmu, kde skončila na desátém až šestnáctém místě).

## Výsledky na MS v šachu žen
| Rok  | Turnaj                           | Místo     | Výsledek | Pořadí  |
| 1935 | 5. mistrovství světa v šachu žen | Varšava   | +5 −1 =3 | 2.      |
| 1937 | 6. mistrovství světa v šachu žen | Stockholm | 7/14     | 10.-16. |